# Гаррі Трумен
Га́ррі С. Тру́мен (англ. Harry S. Truman; 8 травня 1884, Ламар, штат Міссурі, США — 26 грудня 1972, Канзас-Сіті, штат Міссурі, США) — американський політик та державний діяч, 33-й Президент США (1945—1953), Віцепрезидент США (1945) та член Сенату США від штату Міссурі (1935—1945). Член Демократичної партії. Полковник армії США (1932). 
Народився в штаті Міссурі, в родині фермера та домогосподарки. Служив в армії з 1905 року, а в 1917—1918 роках взяв участь на західноєвропейських полях боїв Першої світової війни, де служив командиром батареї в польовій артилерії. Після війни займався бізнесом, але прогорів, а пізніше працював окружним суддею при підтримці Тома Пендергаста, який в 1934 році допоміг йому балотуватися на посаду сенатора від штату Міссурі в Сенат США. В 1940 році Трумен переобрався на другий термін, де з 1941 року став лідером комітету, який успішно розслідував корупцію в державних установах, що принесло йому репутацію та популярність.     
У 1944 році був висунутий Демократичною партією у Віцепрезиденти США в пару до Франкліна Делано Рузвельта, який вчетверте переміг на виборах 1944 року. В січні 1945 р. заступив на посаду Віцепрезидента.    
Замінив Рузвельта на посаді Президента США після смерті останнього 12 квітня 1945 року. При першій каденції Трумена США успішно закінчили Другу світову війну, єдиний в історії національний лідер, хто підписав указ про застосування ядерної зброї у Другій світовій війні. Відомий тим, що продовжив соціально-економічні реформи «Нового курсу», ініційовані ще Рузвельтом, ініціював та підписав Доктрину Трумена (1947) та План Маршалла (1948). Неочікувано переміг на президентських виборах 1948 року і переобрався на другий термін. За його правління, США та СРСР почали Холодну війну, а також, почав і проводив Корейську війну. Став першим Президентом, який законодавчо протистояв расистській сегрегації афроамериканців в США. Двічі Людина року за версією журналу Time (1945, 1948).   
У 1953 році вийшов не пенсію, заснував свою музей-бібліотеку і активно виступав на підтримку Демократичної партії та її кандидатів в Президенти (Е. Стівенсон, Д. Кеннеді, Л. Джонсон). Помер в 1972 році та був урочисто похоронений в місті Канзас-сіті, штат Міссурі. Незважаючи на критику під час президентства, історики відносять Трумена найчастіше до першої десятки найуспішніших американських президентів, які суттєво впливали і як на історію США, так і на міжнародні відносини свого періоду.   

## Життєпис

### Ранні роки
Гаррі Трумен народився 8 травня 1884 року в місті Ламар, штат Міссурі в сім'ї фермера Джона Андерсона Трумена (1851—1914) та Марти Еллен Трумен (1852—1947). Гаррі був старшою дитиною. У нього були брат Джон Вівіан (1886—1965) та сестра Мері Джейн (1889—1978).
Трумен у сім років досить вправно навчився грати на фортепіано.
В 1901 році він закінчив школу і вступив до місцевої школи бізнесу, але провчився лише семестр. У 1902 році Трумен намагався вступити до Військової академії у Вест-Пойнті, але його не прийняли через поганий зір. З 1923 по 1925 рік він відвідував вечірні курси, щоб отримати ступінь бакалавра права в юридичній школі Канзас-Сіті (нині Юридична школа Університету Міссурі-Канзас-Сіті, але кинув навчання. 

### Участь у Першій світовій війні та початок кар'єри

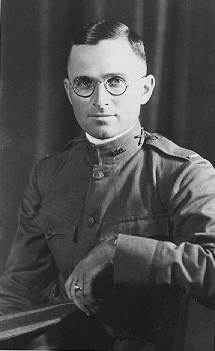
Лейтенант Гаррі Трумен, 1917 рік.

Незважаючи на те, що Трумена не прийняли до військової академії у Вест-Пойнті, в 1905 році він записався в Національну гвардію штату Міссурі, примудрившись на медогляді обдурити лікарів, і за шість років дослужився на артилерійській батареї в Канзас-Сіті до капрала. Коли 1917 року США вступили у Першу світову війну, Трумен повернувся на службу до Національної гвардії, отримавши своє перше офіцерське звання.
Перед відправкою до Франції пройшов додаткову підготовку на базі Форт-Сілл у штаті Оклахома. У середині 1918 року у складі експедиційного корпусу було перекинуто до Європи. Командував артилерійською батареєю 129 полку польової артилерії 60-ї бригади 35-ї піхотної дивізії. Брав участь у боях у Вогезах, у Сен-Міельській операції та у битвах в Аргоннському лісі. Поки Трумен командував батареєю, жоден його солдат не загинув. Згодом він пишався своєю службою в артилерії під час Великої війни.

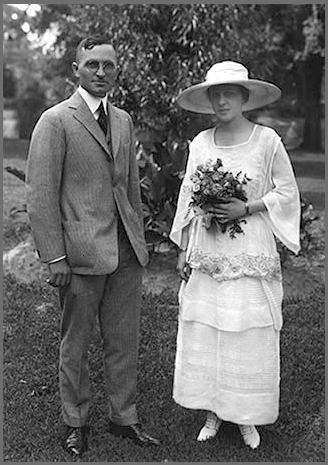
День весілля Гаррі Трумена та Бесс Уоллес (Трумен), 28 червня 1919 року.

Після демобілізації у квітні 1919 року одружився з Елізабет (Бесс) Уоллес Ферман. Зайнявся бізнесом, але розорився під час кризи 1922 року.
22 червня 1917 році Трумен отримав звання лейтенанта, а 23 квітня 1918 — капітана. 6 травня 1919 року Трумена було з честю звільнено з армії у званні капітана. В 1920 він отримав звання майора запасу, в 1925 — підполковника запасу, а в 1932 року — полковника запасу. 
Початок політичної кар'єри Гаррі Трумена тісно пов'язаний з ім'ям Тома Пендергаста, мера Канзас-сіті та керівника апарату Демократичної партії в штаті Міссурі. Спираючись на його підтримку, а також завдяки популярності серед ветеранів Першої світової війни, Трумена в 1922 році було обрано суддею округу Джексон. В 1924 р. не зміг переобратися, зате 1926 року знову став головою суду округу.

### Сенатор США
Пропрацювавши на цій посаді два строки, 1934 року, знову завдяки підтримці Пендергаста, Трумена обрали членом Сенату США. На виборах Трумен переміг чинного республіканця Роско Паттерсона майже на 20 відсоткових пунктів у тривалій хвилі Нового курсу, обраних під час Великої депресії. У січні 1935 року став на посаду сенатора. Незважаючи на сумнівну репутацію, якою він спочатку користувався, оскільки завдячував обранням корумпованому партійному босові, Трумен швидко завоював авторитет завдяки сумлінному виконанню своїх обов'язків і дружнім стосункам із колегами. Трумен підтримав «Новий курс» Франкліна Рузвельта. Під час виборів до Сенату США 1940 року, незважаючи на те, що Трумен був політично ослаблений, коли Пендергаст перебував під вартою у в'язниці за ухиляння від податку на прибуток, він (ледь-ледь) переміг республіканця Манвела Девіса у співвідношенні 51—49 %.
У роки Другої світової війни здобув загальнонаціональну популярність як голова сенатського комітету, що розслідував перебіг виконання Національної програми оборони; комітет виявив факти неефективного використання державних коштів і корупції під час укладання військових контрактів. Трумену доручили очолити комітет, його діяльність викликала широкий розголос у засобах масової інформації, і принесла йому позитивну репутацію на національному рівні. Повідомляється, що комітет заощадив близько 15 мільярдів доларів (що еквівалентно 230 мільярдам доларів у 2022 році), а завдяки своїй діяльності Трумен у листопаді 1944 року опинився на обкладинці журналу Time.
На початку 1944 року Роберт Ханніган обійняв посаду голови Національного комітету Демократичної партії, і це зіграло суттєву роль у подальшій політичній кар'єрі Трумена. У Рузвельта було погане здоров'я, а чинний Віцепрезидент Генрі Воллес мав репутацію занадто лівого діяча, лідерам демократів не хотілося бачити його президентом у випадку смерті Рузвельта. Перед президентськими праймеріз демократів, що відбувалися того ж року, після внутрішніх дискусій, під час яких Рузвельт відкинув кандидатів у Віцепрезиденти, запропонованих йому лідерами демократів, Ханніган запропонував кандидатуру Трумена. Його репутація, як чесного і сумлінного політика, позитивно оцінилася Рузвельтом, і Трумен був висунутий кандидатом у Віцепрезиденти у липні 1944 року в парі з чинним Президентом Франкліном Д. Рузвельтом, який виставляв свою кандидатуру вже на четвертий термін.

### Віцепрезидент США

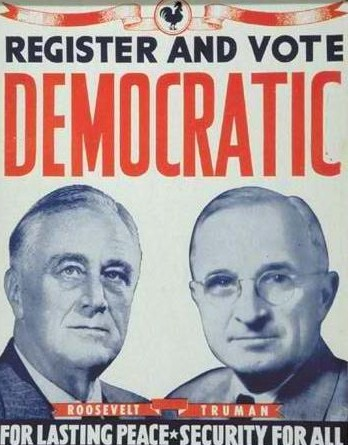
Агітаційний постер пари кандидатів від Демократичної партії Рузвельт-Трумен, 1944 рік.

Президентські вибори 1944 року завершилися переконливою перемогою пари Рузвельт-Трумен. Трумен вступив на посаду Віцепрезидента 20 січня 1945 року. За 82 дні віцепрезидентства, Трумен зустрічався з Рузвельтом лише двічі; до вирішення ключових зовнішньополітичних питань його не залучали. Не знав він і про проект створення ядерної бомби.
Після раптової смерті Рузвельта 12 квітня 1945 року, згідно з Конституцією США, Трумен обійняв президентський пост.

### Президент США
Першочерговими завданнями, що постали перед Труменом, виявилися завершення Другої світової війни і післявоєнне врегулювання. Після капітуляції Німеччини Трумен узяв участь у Потсдамській конференції (17 липня — 2 серпня 1945), що встановила основні параметри післявоєнного розвитку Європи.

#### Перший термін 1945—1949
Див. також: 

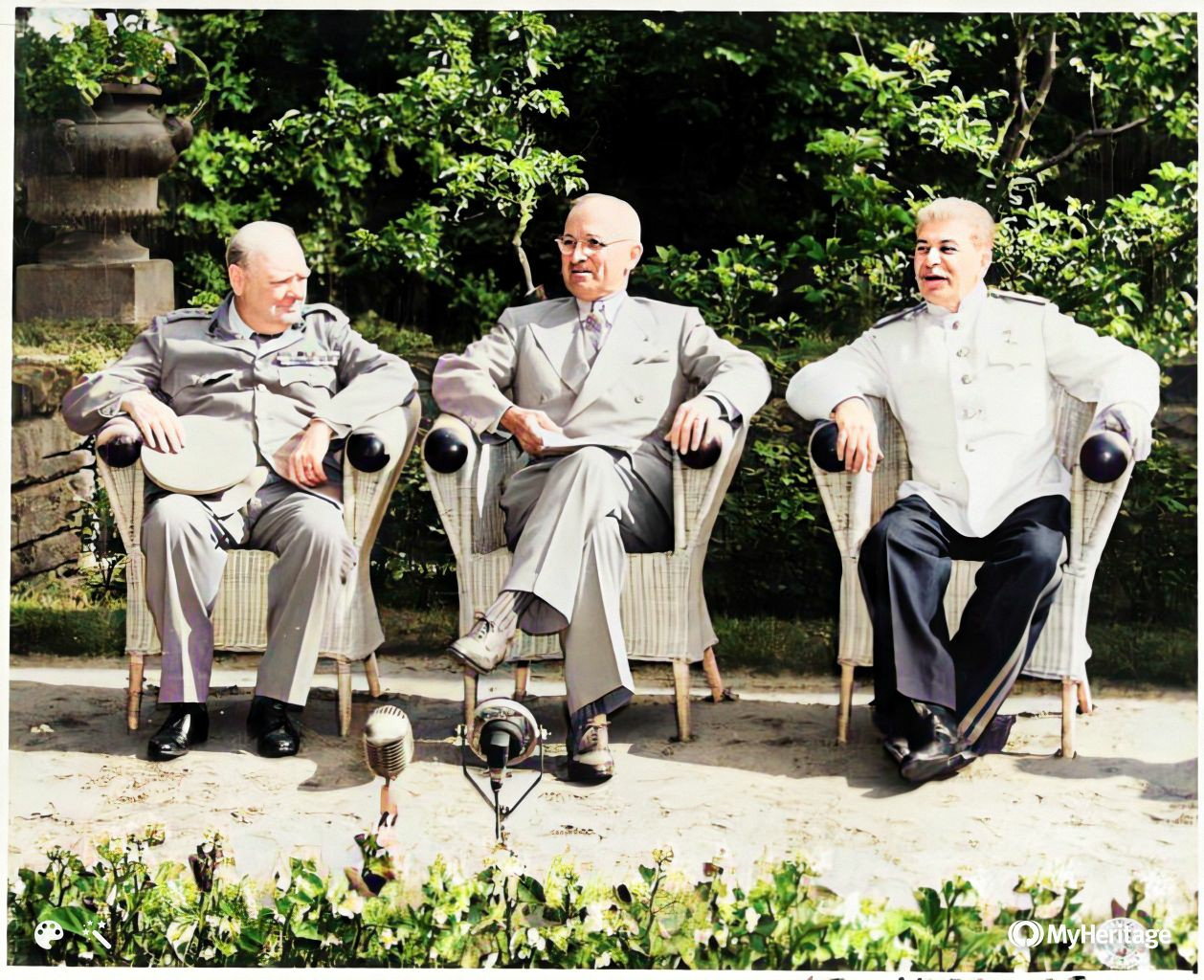
Черчілль, Трумен і Сталін на Потсдамській конференції, 25 липня 1945 року.

- Ядерне бомбардування Хіросіми і Нагасакі
- Доктрина Трумена
- План Маршалла

Трумен вважав, що Рузвельт на конференції в Ялті пішов на занадто великі поступки Сталіну. Виникли розбіжності з приводу визволення Європи і, особливо, Східної Європи. 24 липня Трумен повідомив Сталіна, що США створили атомну бомбу, не кажучи про це прямо.
Влітку 1945 року Об'єднаний комітет начальників штабів США запропонував використати атомні бомби проти Японії. Трумен відкинув пропозицію; його жахала сама думка, що зброя такої колосальної руйнівної сили може бути взагалі застосована коли-небудь у реальних умовах військового конфлікту. Однак військові експерти ознайомили президента з несприятливим прогнозом подальшого ведення бойових дій на Японських островах. За обережними оцінками, у разі, якщо США ухвалять рішення висадитися на острови, опір японської армії різко посилиться, з патріотичних спонукань її підтримає цивільне населення. Війна триватиме ще не менше року. Розрахункові втрати армії США становитимуть близько 1 млн тільки загиблими. З моральної та політичної точок зору, це призведе до різкого падіння популярності Трумена серед виборців; президенту не пробачать загибелі такої значної кількості американських солдатів і офіцерів. Після деяких коливань Трумен санкціонував застосування атомної зброї — на заключному етапі війни.
У серпні 1945 року Трумен погодився з пропозицією військових здійснити атомні бомбардування японських міст Хіросіма і Нагасакі. Своє рішення президент США обґрунтував тим, що атомне бомбардування Островів змусить Японію вийти з війни, і це збереже сотні тисяч життів як американців, так і японців. Лише після цього війська США окупували Японію, і японський імператор Хірохіто запропонував припинити бойові дії, виробити умови капітуляції та укласти мир.
Після Постдамської конференції саме Трумену довелося брати на себе рішення: застосувати проти Японії нову зброю, чи ні. Та вже 6 серпня 1945 року атомну бомбу «Малюк» скинули на Хіросіму, а 9 серпня бомба «Товстун» вразила Нагасакі. Супротивники Трумена звинувачували його в антигуманності. Трумен же у нелегкому рішенні бачив можливість негайно закінчити війну проти Японії, за оцінками американських військових, інакше б на японських островах загинули б 250 000 американців. Війна могла б затягнутись щонайменше ще на рік.
12 березня 1947 року Трумен проголосив свою доктрину, яка передбачала допомогу Туреччині та Греції для того, щоб врятувати їх від «міжнародного комунізму». Це було однією з ключових подій початку холодної війни. 1947 року було розроблено план Маршалла, який передбачав відновлення економіки європейських країн на умовах виведення з урядів представників лівих партій, кредитування закупівель переважно американських товарів і зброї, відмови від придбання продукції країн Східної Європи та СРСР (так, Франція не могла імпортувати польське вугілля за ціною 12 доларів за тонну, і мусила ввозити американське вугілля за ціною приблизно 20 доларів). У програмі брали участь 17 країн. План реконструкції, вироблений на зустрічі учасників європейських держав, був оприлюднений 5 червня 1947 року. План діяв чотири роки, починаючи з квітня 1948 року. Під час цього періоду 13 мільярдів доларів економічної та технічної допомоги було виділено, щоб допомогти відновленню європейських країн, які об'єдналися в Організацію Європейського Економічного Співробітництва.
Трумен був прихильником створення військового блоку НАТО. Він пропонував це зробити для того, щоб зупинити експансію Радянського Союзу в Європі. 4 квітня 1949 року США, Канада і низка європейських країн підписали договір про створення нового військового альянсу. У 1952 році до блоку вступили Греція і Туреччина. Трумен визнав Державу Ізраїль 14 травня 1948 року, через одинадцять хвилин після того, як вона проголосила свою незалежність. Саме Трумен зіграв вирішальну особисту роль у визнанні США єврейської держави.
У період президентства Трумена залишалися напруженими відносини з профспілками. У 1947 році було ухвалено закон Тафта—Гартлі, що істотно обмежує право на страйк. Того ж року Трумен робить перші спроби расової десегрегації, що викликає розкол у Демократичній партії та появу групи диксикратів. Трумен підтримував рух за громадянські права чорношкірих у США під час свого президентства, який виступав за рівні права афроамериканців із білими американцями. Було ухвалено програму забезпечення безпеки країни, у сенаті вплив мав Джозеф Маккарті, який вважав, що комуністи проникли в уряд, що призвело до значного утиску цивільних прав і свобод та цькування комуністів (маккартизм). 

#### Другий термін 1949—1953
Див. також: Корейська війна

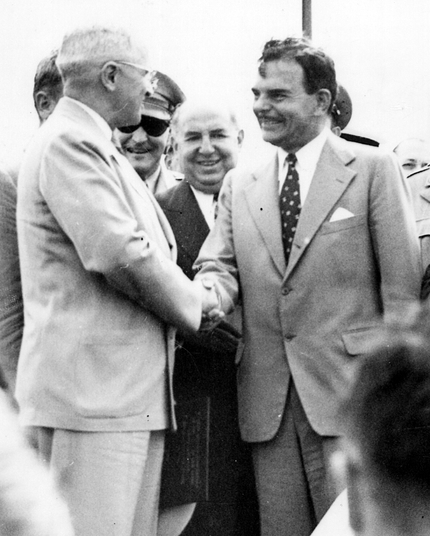
Трумен на зустрічі з Томасом Дьюї, головним суперником на виборах-1948 від Республіканської партії, 1948 рік.

У листопаді 1948 року, на наступних президентських виборах, Трумен ледве зміг висунути свою кандидатуру і перемогти в праймеріз демократів, і, що стало однією з найбільших несподіванок в історії виборів у США в XX столітті, перемогти в голосуванні, обійшовши республіканця Томаса Дьюї, якому більшість прогнозів віддавали перемогу. Трумен переміг у 26 штатах США (включно з Іллінойсом, Каліфорнією, Техасом і Флоридою) з 48-ми, набравши 53 % голосів виборців і 303 голосів (49,6 %) виборщиків.
Після свого обрання він зміг провести лише одну з пропозицій, що містилася в його програмі «Чесна угода». Він використовував виконавчі накази для початку десегрегації у збройних силах США, і для запуску системи перевірок лояльності для усунення тисяч комуністичних прихильників з урядових установ, хоча він рішуче заперечував проти обов'язкової присяги вірності для державних службовців. Ця позиція призвела до звинувачень його адміністрації у м'якому відношенні до комунізму. Трумен зіткнувся зі значними труднощами у внутрішніх справах США. Безладна реконверсія економіки Сполучених Штатів була відзначена гострими нестачами, численними страйками, а також проходженням закону Тафта—Гартлі не зважаючи на вето. 
1 жовтня 1949 року Мао Цзедун проголосив Китайську Народну Республіку. Скинутий Чан Кайши втік на острів Тайвань під прикриттям військ США. З їхнього відома Тайвань влаштовував військові нальоти на китайські міста, поки в районі міста Шанхай не було розміщено радянське угруповання ВПС та ППО. У 1945 році Хо Ши Мін у В'єтнамі проголосив на звільненій території незалежну Демократичну Республіку В'єтнам (ДРВ). Однак Франція почала колоніальну війну проти В'єтнаму. Після того як 1950 року ДРВ було офіційно визнано СРСР і Китаєм, США почали надавати значну військово-економічну допомогу Франції. У 1950 році Франції було виділено 10 млн доларів, у 1951 — ще 150 млн доларів.

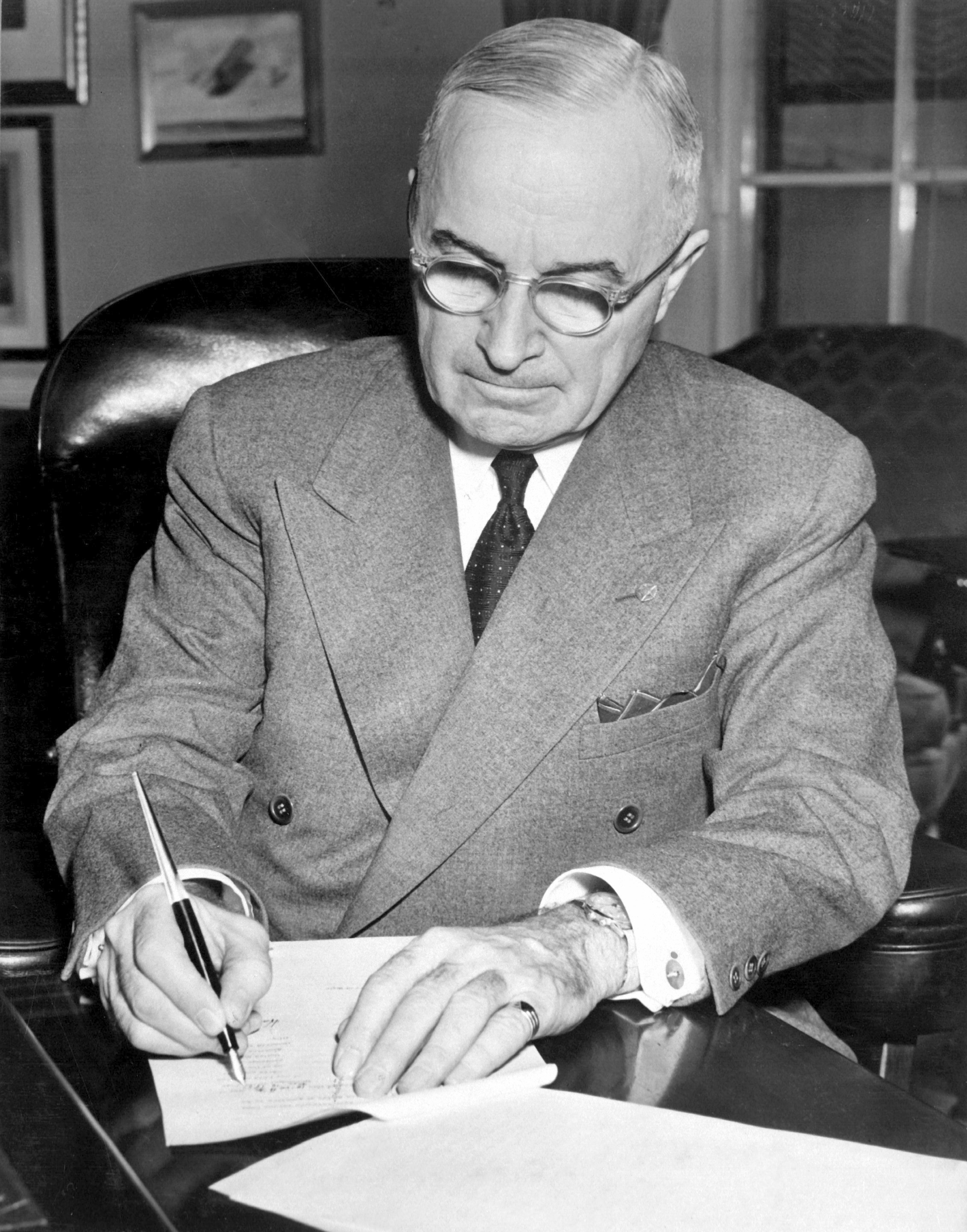
Президент Трумен підписує прокламацію про введення надзвичайного стану та дозвіл на вступ США у Корейську війну, 16 грудня 1950 року.

5 червня 1950 року почалась Корейська війна, північнокорейська армія почала наступ на Південну Корею. Практично відразу у війну втрутилися США, зумівши заручитися при цьому підтримкою ООН. Зазнавши важких поразок у перший місяць, американські війська надалі зуміли зупинити просування північнокорейців, а у вересні — почати успішний контрнаступ. Від повного знищення КНДР була врятована Китаєм, який відправив їй на допомогу значні військові сили. Після нової серії поразок військ ООН лінія фронту стабілізувалася, і в Кореї почалася позиційна війна. Корейська війна тривала 3 роки. Вона стала однією з найважливіших подій у зовнішній політиці США першої половини 1950-х років. Її затягування і безплідність, що стала очевидною до 1952 року, найнегативніше позначилися на політичному рейтингу Трумена, який не балотувався на чергових президентських виборах. Перемога на них кандидата від республіканців Дуайта Ейзенхауера 1952 року була багато в чому зумовлена його обіцянками припинити бойові дії в Кореї. 11 квітня 1951 року Трумен звільнив головнокомандувача американськими військами Дугласа Макартура від командування через те, що той зробив заяви про необхідність застосування ядерної зброї проти Китаю, що суперечило політиці адміністрації президента. Комітети Сенату зі збройних сил і міжнародних відносин провели спільне розслідування військової ситуації та обставин, що супроводжували відставку Макартура, і дійшли такого висновку: «Зсув генерала Макартура був у межах конституційних повноважень Президента, але обставини викликали у національної гордості шок». Трумен не довіряв кадровим військовим і обрав двох національних гвардійців Гаррі Вогена і Луїса Ренфроу своїми помічниками у військових справах. Трумен одного разу зауважив, що не розуміє, як армія США могла «породити таких людей, як Роберт Лі, Джон Першинг, Ейзенхауер і Бредлі, і водночас породжувати таких людей, як Кастер, Паттон і Дуглас Макартур».
У зв'язку з Корейською війною Трумен залишився в історії США як Президент, який мав один із найнижчих рейтингів під час перебування на посаді (22 % у лютому 1952 року).

### Після президентства

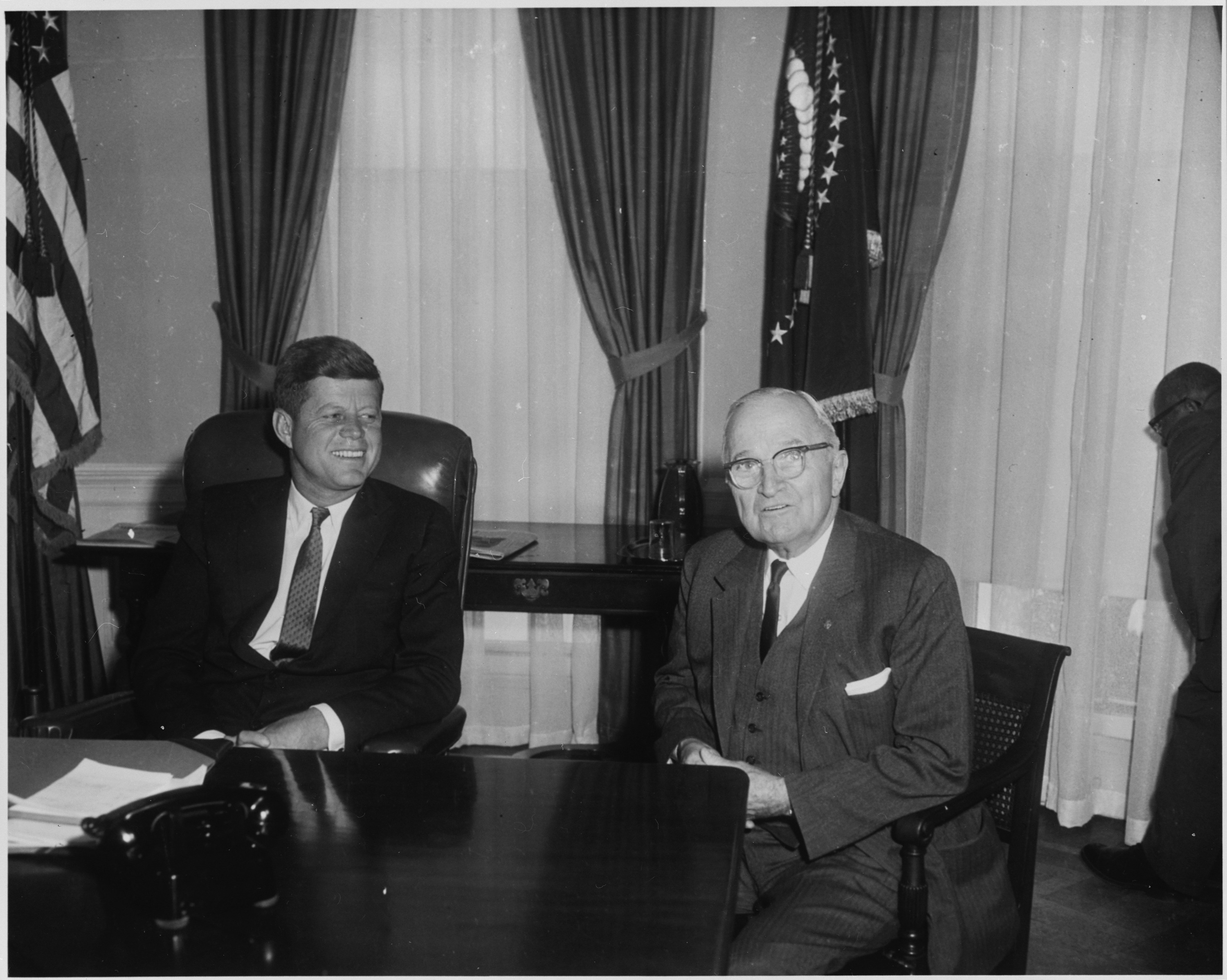
Колишній Президент Трумен на зустрічі з Президентом Джоном Кеннеді у Білому Домі, 1961 рік.

Трумен не висував свою кандидатуру на виборах 1952 року через низький рейтинг і велику втому. Після закінчення другого президентського терміну в січні 1953 року він разом із дружиною переїхав в Індепенденс. Президентом країни став Дуайт Ейзенхауер. 1957 року в Індепенденсі Трумен відкрив свою бібліотеку. 
В 1963 році Президентом став демократ Ліндон Джонсон, який здійснив багато планів Трумена.
Трумен підтримав підписаний 1965 року Президентом Ліндоном Джонсоном закон про федеральну програму медичного страхування Medicare (а також, Medicaid). Того ж року в Президентській бібліотеці та музеї Гаррі С. Трумена Джонсон і вручив перші дві карти Medicare Трумену і його дружині Бесс на знак поваги до боротьби колишнього президента за державну охорону здоров'я під час його перебування при владі.
Гаррі Трумен помер від пневмонії о 7 годині 50 хвилин ранку 26 грудня 1972 р. у віці 88 років в Канзас-Сіті. Похований у дворі Бібліотеки Гаррі Трумена. На момент смерті Трумен був найстаршим з нині живих президентів. Його дружина Бесс обрала просту приватну панахиду в бібліотеці замість державного похорону у Вашингтоні. Через тиждень після похорону іноземні високопосадовці та вашингтонські чиновники відвідали поминальну службу у Вашингтонському національному соборі.

## Особисте життя

### Сім'я
Після військової служби Трумен повернувся в Індепенденс, де 28 червня 1919 року одружився з Елізабет (Бесс) Воллес (Трумен). З Елізабет Трумен познайомився в пресвітеріанській недільній школі, 1890 року, коли Гаррі було 6, а Бесс — 5 років. За всю президентську кар'єру чоловіка, Бесс дала тільки одну пресконференцію і то, після численних запитів ЗМІ і отримала за неї прізвисько «Бесс без коментарів». Елізабет не будувала свою особисту кар'єру і супроводжувала чоловіка у всіх його поїздках більше тому, що того вимагав обов'язок як другої леді, а пізніше, і першої леді США.
Бесс Трумен померла в 1982 році і була похована поруч з чоловіком в Бібліотеці і музеї Гаррі С. Трумена в Індепенденс, штат Міссурі.
У пари народилася дочка Мері Маргарет Трумен (1924-2008), письменниця, якій належать 32 книги, зокрема 23 романи, написані в жанрі детектива; дружина Кліфтона Деніела, виконавчого редактора газети The New York Times, народила від нього чотирьох синів.

### Особистість та оцінка історичної ролі
Трумен, манери якого дуже відрізнялись від патриціанського Рузвельта, був народним, невибагливим Президентом. Він популяризував такі словосполучення, як «Фішка далі не йде» та «Якщо ви не переносите спеку, вам краще піти з кухні». Він перевершив низькі очікування багатьох політичних спостерігачів, які порівнювали його несприятливо з високо оцінюваним попередником. На різних етапах свого президентства Трумен отримав як найвищий, так і найнижчий рейтинги схвалення громадськості в історії президентів. Попри негативну громадську думку в ході перебування на посаді, популярна та наукова оцінки його президентства стали більш позитивним після його відходу з політики, а також публікації мемуарів Трумена. Легендарна перемога Трумена в 1948 році над Томасом Дьюї всупереч усім політичним прогнозам зазвичай пригадується слабкими кандидатами у Президенти. 
Вчені послідовно давали оцінку Трумену як одному з найвидатніших Президентів США. У 1962 році під час опитування серед 75 істориків, проведеного істориком Артуром М. Шлезінгером, Трумена зарахували до числа «майже великих» Президентів. Після його смерті як серед істориків, так і серед громадськості відбулася часткова реабілітація його спадщини. Трумен помер, коли нація була охоплена кризами у В'єтнамі та Вотергейті, і його смерть привернула нову хвилю уваги до його політичної кар'єри. На початку і в середині 1970-х років Трумен захоплював уяву народу так само, як і в 1948 році, цього разу в образі своєрідного політичного народного героя, Президента, який, як вважали, уособлював чесність і підзвітність, чого, на думку багатьох спостерігачів, не вистачало за часів Ніксона. Цій публічній переоцінці сприяла популярність книги спогадів, які Трумен надиктував журналістові Мерлу Міллеру за умови, що їх буде опубліковано тільки після його смерті.

### Інше
Гаррі Трумен був масоном, став членом масонського ложа 9 лютого 1909 року, в  1940 році став великим мастером, а в 1945 році, вже будучи Президентом, був посвячений в найвищий масонський сан 33°. 
Трумен виховувався в пресвітеріанській і баптистській церквах, в дитинстві був охрещений в Пресвітеріанській церкві США, а 1902 року, коли йому було 18 років, охрестився і став членом Південної баптистської конвенції, однак, ніколи не був сильно релігійним та уникав популярних у США після Другої світової війни «євангельських відроджень». Він рідко говорив про релігію.

### Цитати Трумена

#### Про напад Німеччини на СРСР
Після нападу Нацистської Німеччини та її союзників на СРСР, 24 червня 1941 року Гаррі Трумен сказав фразу, що була опублікована в журналі «Тайм»: 
|  | Якщо ми побачимо, що виграє Німеччина, нам слід допомагати Росії, якщо виграватиме Росія, то нам слід допомагати Німеччині, і, таким чином, нехай вони вбивають якнайбільше, хоча я не хочу бачити Гітлера переможцем ні за яких обставин. Жоден із них не тримає обіцяного слова. Оригінальний текст (англ.) If we see that Germany wins, we should help Russia, if Russia wins, we should help Germany, and so let them kill as much as possible, although I do not want to see Hitler victorious under any circumstance. Neither of them think anythink of their pledget word. |

#### Про ядерне бомбардування Японії
Ми зараз готові знищити, ще швидше і повніше, ніж раніше, всі наземні виробничі потужності японців у будь-якому місті. Ми знищимо їхні доки, фабрики та їхні комунікації. Нехай не буде жодного непорозуміння - ми повністю знищимо здатність Японії вести війну. Саме з метою запобігти руйнуванню Японії був випущений ультиматум від 26 липня в Потсдамі. Їхнє керівництво негайно відкинуло його умови. Якщо вони не приймуть зараз наші умови, нехай очікують на дощ руйнувань з повітря, подібного до якого ще не було на цій планеті.
6 серпня 1945, у відео-зверненні до американського народу.
Як Президент Сполучених Штатів, я мав доленосну відповідальність вирішити, застосовувати чи ні цю зброю вперше. Це було найважче рішення, яке мені доводилося ухвалювати. Але Президент не може ухилятися від важких проблем — він не може перекласти відповідальність. Я прийняв це рішення після обговорення з найздібнішими людьми в нашому уряді та після довгих роздумів із молитвою. Я вирішив, що бомбу слід використати, щоб швидко закінчити війну і врятувати незліченну кількість життів — як японців, так і американців.
1948 рік. 

#### Про створення держави Ізраїль
Гітлер убивав євреїв направо і наліво. Я бачив це, і кошмарні сни переслідують мене донині. Євреям потрібно було якесь місце, куди вони могли піти. Я вважаю, що американський уряд не міг стояти осторонь, поки жертвам [божевілля] Гітлера не дозволяли будувати нові життя.
Інтерв'ю 1949 року. 

## Пам'ять

### Назви
- Іменем Гаррі Трумена названо авіаносець ВМС США — USS Harry S. Truman (CVN-75).
- На згадку про підтримку, надану Труменом утвореній 1948 року державі Ізраїль, його ім'ям названо ізраїльський населений пункт Кфар-Трумен[en].

### Образ у кінематографі
- Перемога (СРСР, 1984). У ролі Трумена — Альгімантас Масюліс.
- Трумен[en] / Truman (США, 1995). У ролі Трумена — Гері Сініз.
- Прапори наших батьків / Flags of Our Fathers (США, 2006). У ролі Президента Трумена Девід Патрік Келлі.
- Оппенгеймер (США, 2023). У ролі Президента Трумена — Гері Олдмен.

## Пов'язані статті
- Список президентів США

- Ядерне бомбардування Хіросіми і Нагасакі
- Дискусії щодо доцільності ядерного бомбардування Хіросіми і Наґасакі